# Белая Речка (Кабардино-Балкария)
Бе́лая Ре́чка (карач.-балк. Акъ суу, кабард.-черк. Псыкӏэху) — село в Кабардино-Балкарской Республике. Входит в состав муниципального образования «Городской округ город Нальчик».

## География
Селение расположено в юго-западной части городского округа Нальчик, по долинам рек Нальчик, Белая и Бѐшенка. Находится в 1,5 км к югу от города Нальчик.
Граничит с землями населённых пунктов: Нальчик на севере и Хасанья на востоке.
Населённый пункт расположен в предгорной зоне республики, у подножья северных отрогов Лесистого хребта. Основная часть населения расселено в низинах, по долинам рек Белая и Нальчик. Окрестные склоны сильно покатые. В некоторых местах склоны обнажены высокими обрывами. Средние высоты на территории села составляют около 715 метров над уровнем моря. Наивысшей точкой в окрестностях села является гора Нарпора (1 213 м.), расположенная к юго-востоку от села.
Гидрографическая сеть представлена реками — Нальчик, Белая и Бешенка. На северо-восточной окраине села, у слияния рек Нальчик и Белая, созданы искусственные водоёмы, регулирующих их сток. Уровень обеспечения местности грунтовыми водами, как и в целом по республике высокая. В южных окрестностях села имеются малые водопады (каскады).
Климат влажный умеренный с тёплым летом и прохладной зимой. Среднегодовая температура воздуха составляет около +9,0°С, и колеблется от средних +20,0°С в июле, до средних −3,0°С в январе. Среднесуточная температура воздуха колеблется от −12°С до +10°С зимой, и от +14°С до +28°С летом. Среднегодовое количество осадков составляет около 750 мм.

## История
Селение было основано в начале XX века балкарцами, переселявшимися из высокогорий на предгорья.
До 1944 года населённый пункт входил в состав Хуламо-Безенгиевского района КБАССР. После депортации балкарцев в Среднюю Азию, район был упразднён, а селение передано в ведение городского Совета города Нальчик.
В 1970 году Белой Речке, как и другим населённым пунктам Нальчикского горсовета, был присвоен статус посёлка. Сам посёлок территориально был разделён на шесть условных районов — Первый посёлок, Второй посёлок, Третий посёлок, Четвёртый посёлок, Охотхозяйство и Цементный завод.
В 1995 году посёлку был возвращён статус села, однако устоявшиеся названия микрорайонов села были оставлены и остались в бытовой речи.
В 2005 году после расформирования Нальчикской городской администрация, село было передано в состав городского округа Нальчик.

## Население
| 1979 | 1989  | 2002  | 2010  | 2021  |
| ---- | ----- | ----- | ----- | ----- |
| 2920 | ↗3021 | ↗3324 | ↗3430 | ↗3776 |

Национальный состав
По данным Всероссийской переписи населения 2002 года:
| Народ      | Численность, чел. | Доля от всего населения, % |
| ---------- | ----------------- | -------------------------- |
| балкарцы   | 3 035             | 91,3 %                     |
| кабардинцы | 81                | 2,4 %                      |
| русские    | 78                | 2,3 %                      |
| другие     | 130               | 3,9 %                      |
| всего      | 3 324             | 100 %                      |

По данным Всероссийской переписи 2021 года:
| Народ               | Численность, чел. | Доля от всего населения, % |
| ------------------- | ----------------- | -------------------------- |
| балкарцы            | 3 555             | 94,14 %                    |
| кабардинцы          | 99                | 2,62 %                     |
| русские             | 48                | 1,27 %                     |
| другие / не указано | 74                | 1,95 %                     |
| всего               | 3 776             | 100,0 %                    |

Половозрастной состав
По данным Всероссийской переписи населения 2010 года:
| Возраст     | Мужчины, чел. | Женщины, чел. | Общая численность, чел. | Доля от всего населения, % |
| ----------- | ------------- | ------------- | ----------------------- | -------------------------- |
| 0 — 14 лет  | 352           | 285           | 637                     | 18,6 %                     |
| 15 — 59 лет | 1 128         | 1 184         | 2 312                   | 67,4 %                     |
| от 60 лет   | 194           | 287           | 481                     | 14,0 %                     |
| Всего       | 1 674         | 1 756         | 3 430                   | 100,0 %                    |

Мужчины — 1 674 чел. (48,8 %). Женщины — 1 756 чел. (51,2 %).
Средний возраст населения — 35,6 лет. Медианный возраст населения — 33,3 лет.
Средний возраст мужчин — 33,9 лет. Медианный возраст мужчин — 31,7 лет.
Средний возраст женщин — 37,3 лет. Медианный возраст женщин — 35,1 лет.

## Образование
- Средняя общеобразовательная школа № 15 — ул. Бабаева, 19[11].
- Детский сад № 13 — ул. Бабаева, 62.
- Детский сад №12 — ул. Биттирова 17

## Здравоохранение
- Амбулатория — ул. Бабаева, 35.

## Ислам

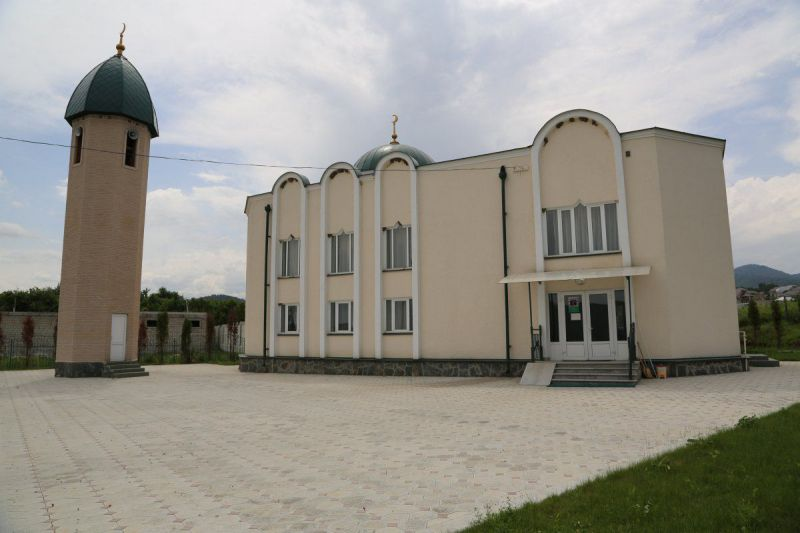
Верхняя мечеть села

- Сельская мечеть № 1 — ул. Биттирова, б/н.
- Сельская мечеть № 2 — ул. Бабаева, 123.

## Культура
- Дом Культуры

Общественно-политические организации:
- Совет старейшин
- Совет ветеранов труда и войны

## Администрация
Администрация села Белая Речка является территориальным исполнительным органом местной администрации (ТИОМА) городского округа Нальчик и осуществляет исполнительно-распорядительные функции на территории села Белая Речка.
Администрация села Белая Речка — городской округ Нальчик, село Белая Речка, ул. Бабаева, 16.
Глава местной администрации села Белая Речка — Гергоков Тимур Ахматович.

## Экономика
В экономике села основное развитие получили промышленность, частное хозяйство и туризм.
К западу от села расположен карьер, где добывают сырьё для изготовления туфов. Между селом и карьером находится цементный завод, который при распаде СССР был со временем заброшен. На южной окраине села расположены Охотхозяйство и кордон Нальчикского лесного охотничьего хозяйства, а также лесопилка.
Также в селе действовала турбаза «Ак-су», которая в последние десятилетия пришла в упадок. Сейчас в селе функционируют турбазы "Кавказ" и "Целебные воды", которые каждый год принимают сотни туристов из всех регионов России.

## Улицы
| 70 лет Победы    |
| Азиатская        |
| Ак-Су            |
| Аппаева          |
| Бабаева          |
| Бабугентская     |
| Белореченская    |
| Биттирова        |
| Бозиева          |
| Братьев Бачиевых |
| Будаева          |
| Вишнёвая         |
| Гергоковых       |
| Гиляхова         |
| Грушовая         |

| Гуртуева      |
| Жабоева       |
| Известковая   |
| Казахстанская |
| Календарная   |
| Карасуйская   |
| Кашхатауская  |
| Кёкташ        |
| Кирпичная     |
| Кучмезова     |
| Кюндюм        |
| Ленина        |
| Лесная        |
| Лесная Поляна |
| Мирная        |

| Ольховая     |
| Ореховая     |
| Охотничья    |
| Северная     |
| Созаева      |
| Тотур        |
| Усхурская    |
| Фермерская   |
| Хасаньинская |
| Хурзукская   |
| Цементная    |
| Чабдарова    |
| Шортанова    |
| Шыкы         |